# Біказ (озеро)
Біказ (рум. Lacul Bicaz (Lacul Izvorul Muntelui)) — штучне озеро (водосховище), утворене греблею на річці Бистриця за декілька кілометрів на північ від міста Біказ, в румунській Молдові.
Гребля побудована у 1950—1960 рр. Для виробництва електрики на ГЕС Біказ-Стежару (колишня ім. Леніна). На західній стороні — гори Чяхлеу. Гребля 127 м заввишки, 435 м довжиною і найбільшою шириною 119 м. Озеро 40 км довжиною, площею 33 км² з водовмістом 1,25 км³.
Туризм: катання на поромі, водні види спорта, гори Чяхлеу.
Біологічну лабораторію в Потоць (кілька км на північ від м. Біказ), на узбережжі озера в 1984 відвідав французький дослідник Жак-Ів Кусто.